# 莫紹里涅
48°36′57″N 32°43′19″E / 48.61583°N 32.72194°E
莫紹里涅（烏克蘭語：Мошорине），是烏克蘭中部的村莊，隸屬基洛夫格勒州的克羅皮夫尼茨基區。該村面積8.04平方公里，海拔高度120米，2001年人口2,045，人口密度每平方公里254.3人。